# Umar-al-Muchtar-Universität
Die Umar-al-Muchtar-Universität (arabisch جامعة عمر المختار, DMG Ǧāmiʿat ʿUmar al-Muḫtār; englisch Omar al-Mukhtar University), früher bekannt als Mohammed-bin-Ali-as-Sanusi-Universität, ist eine öffentliche Universität in der Stadt al-Baida, der drittgrößten Stadt in Libyen. Es ist die zweitgrößte Universität in Libyen und die erste islamische Universität in dem Land.
Sie ist nach Umar al-Muchtar (1862–1931), dem Koranlehrer und Freiheitskämpfer gegen die italienische Kolonialherrschaft benannt.
Ihre Ursprünge gehen zurück auf das Jahr 1961, als sie unter dem Namen Mohammed-bin-Ali-as-Sanusi-Universität gegründet wurde nach dem Begründer des Sanusiya-Ordens Muhammad as-Sanussi (1787–1859).
Nach dem Erreichen ihrer Unabhängigkeit in den 1980er Jahren änderte sie ihren Namen in ihren jetzigen.
Verschiedene ihrer Fakultäten befinden sich in den Städten al-Quba, Derna und Tobruk.